# Ivan Gabelica
Ivan Gabelica (Podbablje, 1. listopada 1939. – Zagreb, 6. veljače 2022.), hrvatski odvjetnik, političar i publicist.

## Životopis
U Gornjem je Podbablju pohađao osnovnu školu. U Imotskom je išao u gimnaziju. Od djetinjstva je bio zaneseni hrvatski nacionalist, što je bila posljedica doživljenja uspostave NDH u 1940-ima te pričama starijih o borbi za hrvatsku državu i velikosrpskomu teroru. To zanesenjačko i romantično hrvatstvo su mu učvrstili povijesne romane Augusta Šenoe i Eugena Kumičića koje je pročitao, zatim historiografsko djelo Vjekoslava Klaića Povijest Hrvata 1 te Razlika između hrvatskoga i srpskoga književnog jezika Petra Guberine i Krune Krstića. Tako je od mladih dana uvidio da je Hrvatska ponižena i potlačena, partizane je smatrao krivim za takvo stanje, a ustaše je smatrao pravim Hrvatima i rodoljubima. Sve ga je to učinilo spremnim boriti se za neovisnu Hrvatsku, pa se sa 17 i dao u borbu za neovisnu Hrvatsku, što ga je dovelo do članstva u TIHO-u. Tad je prvi put došao na zub jugokomunističkim vlastima. U gimnaziji je bio članom Tajne organizacije hrvatske inteligencije (kratica: TIHO). 13. studenoga 1957. je zbog toga trajno isključen iz svih srednjih škola, pri čemu je izgubio pravo polagati privatni ispit. Srećom po njega, nešto je poslije donesen blaži zakon, pa je uz pravne mjere isposlovano ublaženje te stroge kazne na godinu dana. No, vrijeme je već prošlo, pa je zapravo bila četverogodišnja kazna. Ipak, ni to razdoblje isključenja nije prošlo bez dodatnih maltretiranja. 25. travnja 1959., dva mjeseca prije nego mu je trebala isteći kazna, vlasti ga opet uhićuju i tri mjeseca drže u istražnom zatvoru. Proljeća te iste godine je došao do stava da je pravaštvo jedini ispravan hrvatski politički svjetonazor, a sve ostalo laž i zabluda, te se dao proučavati NDH i ustaštvo kao revolucionarnu inačicu pravaštva. 25. srpnja mu je prekršajni sudac u Imotskomu odredio kaznu jednomjesečnog zatvora, te poslije toga u sabirni logor na dvije godine. Gabelica je poslan u zatvor na otoku Svetom Grguru. Odandje je izašao 25. srpnja 1961. godine. 
Naposljetku je koncem kolovoza 1961. završio gimnaziju, no ne u Hrvatskoj, nego u BiH, u Ljubuškom. No ni onda nije mogao dovršiti gimnaziju u potpunosti, jer mu nisu dopustili odmah maturirati. Razlog je bilo navodno kašnjenje prijave maturskog rada. 
Posao je našao u Biorinami gdje je radio kao pomoćni učitelj. Vlasti i ovdje proganjaju. Etiketiran kao politički nepodobna osoba, otpustili su ga. Lipnja 1962. je konačno smio maturirati, te je maturu stekao u Ljubuškom.
Jeseni 1962. je pošao studirati u Zagreb na Pravni fakultet. Na studiju se nastavio družiti s Brunom Bušićem, kolegom ih TIHE te nastaviti što su činili u imotskoj gimnaziji - širiti hrvatsku političku misao. No, jugokomunistički elementi među sveučilištarcima su ga primijetili te su dogovorno s UDBA-om protiv njega vodili kampanju na Pravnom fakultetu. 
6. lipnja 1965. je doslovno otet na ulici. UDBA ga je potom okrutno zlostavljala. 45 je dana proveo rukama vezanih lisicama na leđima. Bio je neprekidno ispitivan 72 sata a pritom je stalno stajao na nogama, a za cijelo to vrijeme nisu mu dali jesti. Kroz to je vrijeme bio neprekidno premlaćivan i gažen, vješan o strop onakvih ruku vezanih lisicama odostraga, a pri čemu je samo nožnim palcima dirao pod, zbog čega su mu ruke naticale, a lisice se upijale u njih. Zlostavljačke su sesije trajale po pola dana, zbog čega je trpio nesnosne bolove, a kad je jaukao, policijski su ga zlostavljači gušili ručnikom. Nakon svega toga vlasti su ga osudile na 16 mjeseca stroga zatvora. Ostali dio kazne je otrpio u kaznionici u Staroj Gradišci iz koje je izišao 6. listopada 1966. godine. Uslijedila je nova kazna: isključenje s fakulteta ba godinu dana. Fakultetu se nakon toga vratio te je uspio diplomirati 30. rujna 1968. godine.
Zaposlio se kao odvjetnički vježbenik u Zagrebu. I nakon što je našao posao, nastavio je s političkom aktivnošću: 18. veljače 1970. je organizirao demonstracije u Hrvatskom narodnom kazalištu, kojima je prekinuo predstavu General i njegov lakrdijaš Marijana Matkovića, kazališni komad u kojemu se parodirao lik Nikole Šubića Zrinskoga. Demonstranti su prosvjedovali protiv takvog prikaza Zrinskog i prijetili redatelju Matkoviću. Zagrebački prekršajni sud je kaznio Gabelicu i druge prosvjednike s oko dva mjeseca zatvora. UDBA ga je i dalje pratila i proganjala. Progoni proljećara su zahvatili i njega. Travnja 1974. su ga kao politički opasnog izbacili s radnog mjesta u zagrebačkomu Gradskom podrumu. Siječnja 1976. godine ga vlasti opet drže u pritvoru, ovog puta mjesec dana. 
Svaki put prije nego što bi u Zagreb došli Tito ili neki inozemni državnik, ili ako bi se u Zagrebu zbio neki izvanredan politički događaj, vlasti bi ga zbog preventivnih razloga ga zatvarali. Primjer za to je bio slučaj iz srpnja 1972. dok je trajala Bugojanska akcija, pa su ga vlasti stavile u pritvor na 12 dana. Ponekad bi ga pored zatvaranja i ošišali do kože, kao što je bio slučaj kad je Tito koncem prosinca 1975. htio demonstrativno slaviti Novu godinu. Istu je kaznu tada dobilo nekoliko stotina hrvatskih intelektualaca.
Uskoro je došao trenutak kad je Tito umro. Paranoja o neprijateljskom udaru izvana je trajala nekoliko mjeseca, a onda je režimska stega blago popustila. Tako je Gabelica nekoliko mjeseci nakon svibnja 1982. zaposlio se kao odvjetnik te više nije bio u zatvoru. Kao odvjetnik je u pet političkih procesa branio hrvatske političke optuženike, a da to nije htio naplatiti, sve iz svojih idejnih razloga, doživljavajući to kao oblik političke borbe protiv antihrvatskog jugoslavenskog sustava, radi čega je i pošao studirati pravo prije dvadesetak godina. 
Padom komunizma 1989. uslijedile su demokratske promjene te se uključio u procese osnivanja demokratskih političkih stranaka.
Osamostaljenjem Hrvatske uskoro je postao zastupnik u Hrvatskom saboru u 3. sazivu.
Dana 4. studenoga 1989. godine je bio dijelom čelne skupine antikomunističkih disidenata i hrvatskih domoljuba u kojoj su još bili dr. Marko Veselica, dr Vladimir Veselica, a koja je osnovala Hrvatski demokratski savez (kasnija Hrvatska demokratska stranka). Nakon što je stranka doživjela dva izborna poraza, odlučio je odvojiti se te je 12. prosinca 1992. godine osnovao Hrvatsku čistu stranku prava.
Supotpisao je sporazum o osnivanju Hrvatske pravaške zajednice 2000. godine. Bio je potpisnik u ime HČSP-a Ivan Gabelica, dok su drugi potpisnici bili iz HOR-a Branimir Petener, HOP-a Ivan Šebelj i u ime NSP-a Zvonimir Kramarić.
Kao publicist se bavi istraživanjem i proučavanjem NDH i ustaštva, jer potonje smatra revolucionarnom granom pravaštva. Istražuje ustaše i ustaški pokretu, radi utvrđivanja istine o njima, jer se u postojećoj hrvatskoj ali i historiografiji diljem svijeta znanstveni sudovi o tim dvoma temelje isključivo na velikosrpskoj i jugokomunističkoj promidžbi, što smatra neodrživim.
Kritizira prvog hrvatskog predsjednika dr Franju Tuđmana zbog toga što "Hrvatsku nije oslobodio jugoslavenstva i komunizma", 50 godina nametanih jugokomunističkih mitova i povijesnih laži, a suprotne su moralu, istini i interesima hrvatskoga naroda, što je potpisao Daytonski sporazum u vrijeme kad je Hrvatska bila na vrhuncu vojne moći, a koji je Srbuna dao najbogatije dijelove BiH koji su inače bili pretežno naseljeni Hrvatima (Bosanska Posavina) i Muslimanima (Podrinje), zbog toga što je donio ustavni zakon o suradnji Hrvatske s Međunarodnim kaznenim sudom u Haagu čime je Tuđman dopustio inozemnom sudu suditi hrvatskim generalima i inim hrvatskim časnicima te što je dopustio lopovluka u privatizaciji.

## Djela
- Odmetnička zvjerstva i pustošenja u Nezavisnoj Državi Hrvatskoj u prvim mjesecima života hrvatske narodne države: Nezavisna Država Hrvatska na braniku nove Europe, 1991. (autor Matija Kovačić, predgovor pretisku: Ivan Gabelica).
- Nad Velebitom sviće... : zbornik o Mili Budaku, 1995. (suurednik)
- Izlazak iz hrvatske šutnje: 28. veljače 1989. – 1999., 1999. (suautor)
- Starčević : znanstveni kolokvij o 180. obljetnici rođenja, 2004. (urednik)
- Blaženi Alojzije Stepinac i hrvatska država, 2007.